# Eddie Meador
Edward Doyle "Eddie" Meador (* 10. August 1937 in Dallas, Texas, USA; † 4. September 2023) war ein US-amerikanischer American-Football-Spieler. Er spielte Safety und Cornerback in der National Football League (NFL) bei den Los Angeles Rams.

## Jugend
Eddie Meador wurde in Dallas geboren. Seine Mutter war Kunstmalerin, sein Vater arbeitete als Handwerker. Seine Familie zog später nach Kingston, Arkansas. Er besuchte die Highschool in Russellville. Neben American Football, war er an der Schule als Leichtathlet und Basketballspieler aktiv. Obwohl er Football nur ein Jahr an der Schule spielte, wurde er in die Staatsauswahl gewählt. Aufgrund seiner sportlichen Leistungen zeichnete ihn seine Schule mehrfach aus. Nach seinem Schulabschluss im Jahre 1955 schloss er sich der Arkansas Tech University an.

## Spielerlaufbahn

### Collegekarriere
Ed Meador erhielt 1955 ein Stipendium an der Arkansas Tech University, die in Russellville beheimatet ist. Bei den Arkansas Tech Wonder Boys spielte er sowohl Football als auch Basketball. Im Football spielte er auf verschiedenen Positionen und wurde dreimal in die Auswahl der Arkansas Intercollegiate Conference gewählt. Insgesamt gelang es ihm 19 Schulrekorde aufzustellen.

### Profikarriere
Die Wonder Boys spielten in einer unterklassigen Collegeliga, trotzdem waren die Scouts der NFL auf ihn aufmerksam geworden. 1959 wurde er von den Los Angeles Rams in der siebten Runde an 80. Stelle gedraftet. Für seine Vertragsunterschrift erhielt er ein Handgeld von 500 US-Dollar. Das Geld benötigte er um sich einen Pkw zu kaufen, mit dem er dann zusammen mit seiner ersten Frau und seinem ersten Sohn nach Kalifornien umzog. Die Mannschaft der Rams wurde von Sid Gillman betreut, der Meador zunächst als Cornerback einsetzte. Schon nach seiner Rookiesaison spielte Meador in seinem ersten Pro Bowl. Sein Team wählte ihn zum Defensive-Rookie-Spieler des Jahres.
1960 übernahm Bob Waterfield das Traineramt bei den Rams. Weder Gillman, noch Waterfield gelang es aus der Mannschaft ein Spitzenteam zu formen. Die Rams waren 1963 bereit Eddie Meador ein Jahresgehalt von 14.000 US-Dollar zu bezahlen, im folgenden Jahr 1964 wechselte er dann auf die Position eines Safety. Auf dieser Position wurde er nach der Saison von seiner Mannschaft zum Defensive-Player-off-the-Year gewählt. Obwohl im Team der Rams zahlreiche weitere Spitzenspieler wie Deacon Jones, Lamar Lundy oder Merlin Olsen spielten und er 1965 mit 126 Tackles einen Mannschaftsrekord aufstellte, sollte sich an der Erfolglosigkeit der Mannschaft zunächst nichts ändern. 1966 übernahm George Allen das Amt des Headcoachs bei den Rams. Allen gelang es die Leistungen der Mannschaft erheblich zu steigern. 1967 konnte Edward Meador dann mit seiner Mannschaft zum ersten Mal in die Play-offs einziehen. Die Rams hatten in der regular Season elf von 14 Spielen gewonnen und trafen im Divisional-Play-off-Spiel auf die von Vince Lombardi betreuten Green Bay Packers. Die Mannschaft aus Green Bay zeigte sich überlegen und gewann das Spiel mit 28:7. Im folgenden Jahr gewannen die Rams zehn ihrer 14 Spiele, die Leistung reichte Ed Meador trotzdem nicht, um mit seiner Mannschaft erneut in die Play-offs einzuziehen.
Im Jahr 1969 standen den elf Siegen der Rams drei Niederlagen gegenüber, was den erneuten Einzug in die Play-offs einbrachte. Im Divisional-Play-off-Spiel traf die Mannschaft von Eddie Meador auf die von Bud Grant trainierten Minnesota Vikings. Meador konnte in dem Spiel einen Pass von Quarterback Joe Kapp abfangen. Die knappe 23:20-Niederlage seiner Mannschaft konnte er damit jedoch nicht verhindern. Nach einer weiteren Saison beendete Eddie Meador 1970 seine Laufbahn. Während seiner Spielzeit bei den Rams konnte er 46 Interceptions erzielen, dies ist noch heute Mannschaftsrekord.

## Nach der Spielerlaufbahn
Eddie Meador fungierte 1970 als Vorsitzender der NFL Spielergewerkschaft. Er zog sich danach aus dem Footballsport zurück und zog mit seiner Familie wieder nach Texas, wo er als erfolgreicher Geschäftsmann tätig war. Danach lebte er in Virginia und war Inhaber eines Schmuckgeschäfts.

## Ehrungen
Edward Meador spielte sechsmal im Pro Bowl, dem Abschlussspiel der besten Spieler einer Saison. Er wurde achtmal zum All-Pro gewählt. Er ist Mitglied im NFL 1960s All-Decade Team, im  Los Angeles Rams 40th Anniversary Team, in der Arkansas Sports Hall of Fame und in der Arkansas Tech University Hall of Distinction.

## Quelle
- Jens Plassmann: NFL – American Football. Das Spiel, die Stars, die Stories (= Rororo 9445 rororo Sport). Rowohlt, Reinbek bei Hamburg 1995, ISBN 3-499-19445-7.